# Andrew Nicholson (jinete)
Andrew Clifton Nicholson (Te Awamutu, 1 de agosto de 1961) es un jinete neozelandés que compitió en la modalidad de concurso completo.
Participó en seis Juegos Olímpicos de Verano, entre los años 1984 y 2012, obteniendo en total tres medallas en la prueba por equipos: plata en Barcelona 1992 (junto con Blyth Tait, Mark Todd y Victoria Latta), bronce en Atlanta 1996 (junto con Blyth Tait, Vaughn Jefferis y Victoria Latta) y bronce en Londres 2012 (con Jonelle Richards, Caroline Powell, Jonathan Paget y Mark Todd).
Ganó tres medallas en el Campeonato Mundial de Concurso Completo, en los años 1990 y 2010.

## Palmarés internacional
| Juegos Olímpicos   | Juegos Olímpicos           | Juegos Olímpicos  | Juegos Olímpicos |
| Año                | Lugar                      | Medalla           | Categoría        |
| ------------------ | -------------------------- | ----------------- | ---------------- |
| 1992               | Barcelona (España)         | Medalla de plata  | Por equipos      |
| 1996               | Atlanta (Estados Unidos)   | Medalla de bronce | Por equipos      |
| 2012               | Londres (Reino Unido)      | Medalla de bronce | Por equipos      |
| Campeonato Mundial |                            |                   |                  |
| Año                | Lugar                      | Medalla           | Categoría        |
| 1990               | Estocolmo (Suecia)         | Medalla de oro    | Por equipos      |
| 2010               | Lexington (Estados Unidos) | Medalla de bronce | Individual       |
| 2010               | Lexington (Estados Unidos) | Medalla de bronce | Por equipos      |